# Димна Ескадрилья
«Димна Ескадрилья» (порт. Esquadrilha da Fumaça, англ. Smoke Squadron) — популярна назва Повітряної демонстраційної ескадрильї (порт. Esquadrão de Demonstração Aérea, EDA) бразильських ВПС.

## Історія
Витоки Esquadrilha da Fumaça сягають початку 1940-х років, коли на авіабазі Афонсос у місті Ріо-де-Жанейро була створена Школа аеронавтики (порт. Escola de Aeronáutica). У вільний від навчання час пілоти тренувалися з групового пілотажу, щоб заохотити курсантів повірити у свої сили та надійність літака, який використовується на тренуваннях.
Перший офіційний виступ команди, з якої згодом було сформовано Esquadrilha da Fumaça, відбувся 14 травня 1952 року для іноземної делегації, що відвідала школу. Було вирішено й надалі давати такі виступи для широкого загалу, тому наступного року було створено пілотажну групу на трьох літаках North American T-6 Texan, обладнаних димогенераторами. Курсанти й публіка прозвали колектив «Димною Ескадрильєю». Першим написом, створеним за допомогою диму, був акронім «FAB» («Força Aérea Brasileira», тобто «Повітряні сили Бразилії») у небі над пляжем Копакабана.
З часом команду було розширено до чотирьох і, у 1954 році, п'яти літаків. У 955 році вона отримала емблему і власну ліврею, біло-червоно-синю. Пізніше того ж року до команди додано двох солістів, що мали привертати увагу публіки, поки стрій перегруповується для наступного маневру. Команда розширювала шоу-програму, стаючи все більш популярною в Бразилії та за кордоном, і в 1963 році була перетворена на Офіційний пілотажний демонстраційний підрозділ бразильських ВПС (порт. Unidade Oficial de Demonstrações Acrobáticas da Força Aérea Brasileira).
У 1969 році Школа аеронавтики була перейменована в Школу аеронавтики Академії ВПС (Escola de Aeronáutica da Academia da Força Aérea, AFA), а у 1971 перебазувалася до міста Пірассунунга в штаті Сан-Паулу разом зі своєю пілотажною групою.
1969 року команда перейшла на сім французьких реактивних літаків Fouga CM.170 Magister (у бразильских ВПС були позначені як T-24). Літаки було пофарбовано у кольори бразильського прапора — зелений, жовтий, синій, до яких також було додано білий колір. Однак ця модель виявилася непридатною для спекотних умов Бразилії, а також споживала забагато палива в умовах паливної кризи, тому в 1972 році ескадрилья повернулася до Т-6. На них вона продовжила виступати до 1977 року, коли Міністерство аеронавтики вирішило вивести ці літаки з експлуатації. Після цього команда призупинила діяльність.
У 21 жовтня 1982 команду було відновлено під офіційною назвою «Повітряна демонстраційна ескадрилья» порт. Esquadrão de Demonstração Aérea (EDA) на бразильських поршневих літаках Neiva Universal. У 1983 ці літаки замінили на нові бразильські турбогвинтові навчально-тренувальні Embraer EMB 312 Tucano. Спочатку літаки команди мали червоно-біле забарвлення, яке 25 лютого 2002 замінили на національні кольори — зелений, жовтий та синій, що використовуються й сьогодні.
У березні 2013 року Esquadrilha da Fumaça почала перехід на літаки Embraer EMB 314 Super Tucano. Польоти відновилися у липні 2015.

## Інциденти
- 28 листопада 1961 в місті Флоріанополіс, штат Санта-Катарина під час виступу два Т-6 зіткнулися в повітрі, внаслідок чого один з літаків розбився в центрі міста, і його пілот, капітан Дурваль Пінто Тріндаде, загинув. Інший літак із пошкодженим крилом зумів здійснити аварійну посадку на військовій базі Флоріанополіс. Місце, де впав літак, відоме в народі як Praça (або Pracinha) do Avião («Площа Літака»)[4].
- 01 травня 1995 року капітан Клаудіо Гонсалвес Гамба на Tucano загинув, втративши керування під час виконання маневру, на презентації в муніципалітеті Ріо-Негрінью[pt]. Літак впав на майстерню, яка на той момент була зачинена. Пілот встиг вистрибнути з літака, але загинув від удару об землю[5].
- 02 квітня 2010 під час авіашоу в муніципалітеті Лажис капітан Андерсон Амаро Фернандес розбився на Tucano, не встигнувши набрати висоту після виконання маневру на малій висоті[6].
- 12 серпня 2013 літак Super Tucano команди розбився під час навчального польоту в Пірассунунга. Пілот і другий пілот, капітани Жоао Ігор Сілва Півовар і Фабрісіо Карвалью, загинули на місці, невдало катапультувавшись[7].

## Літаки
За свою історію EDA використовувала наступні літаки:
- 1952–1969, 1972–1977: North American T-6 Texan (1225 виступів);
- 1969–1972: Fouga Magister (46 виступів);
- 1982: Neiva T-25 Universal (55 виступів);
- 1983–2012: Embraer EMB 312 Tucano (більш ніж 2000 виступів);
- з 2015: Embraer EMB 314 Super Tucano.

## Галерея

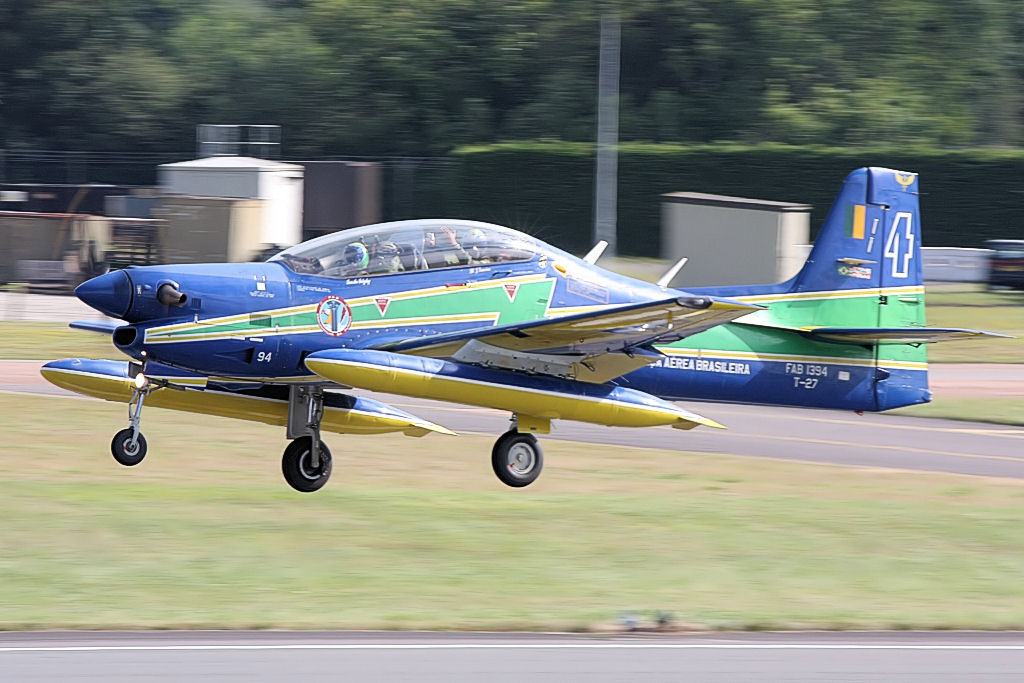
Один з EMB 312 Tucano команди на RIAT 2008
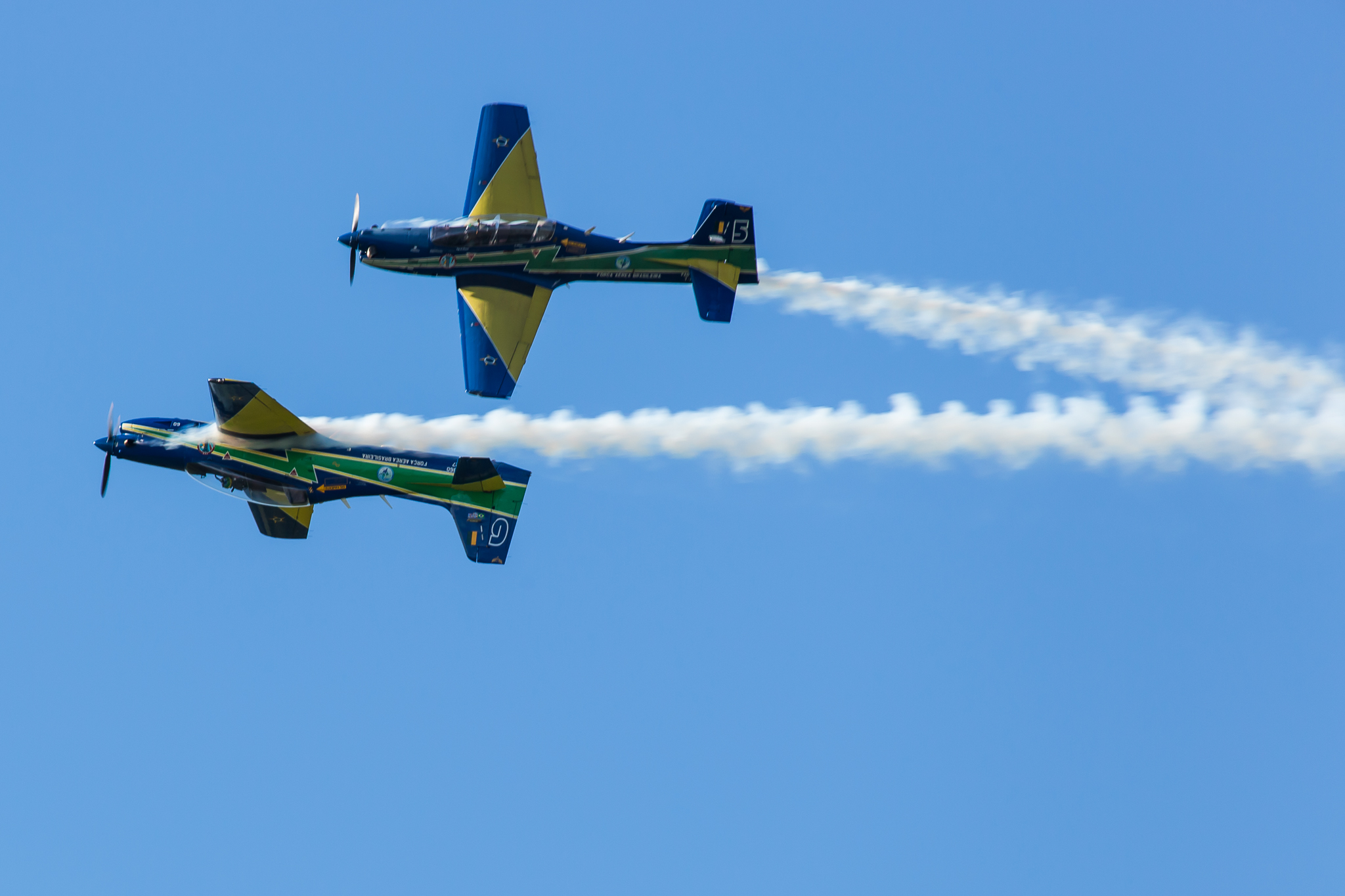
Виступ на картодромі в Іту, 2013
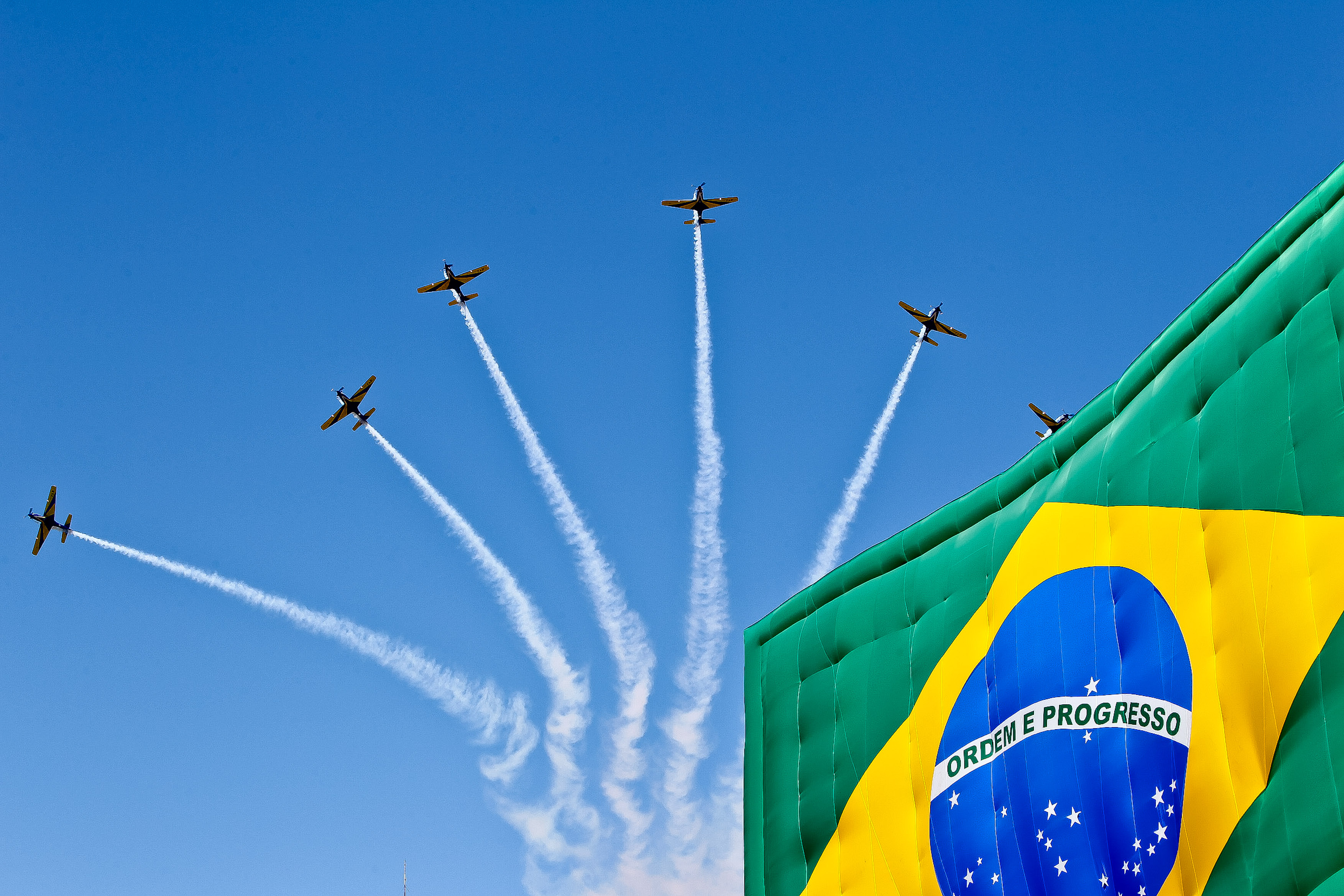
Бразиліа, 07 вересня 2011 (День незалежності Бразилії)
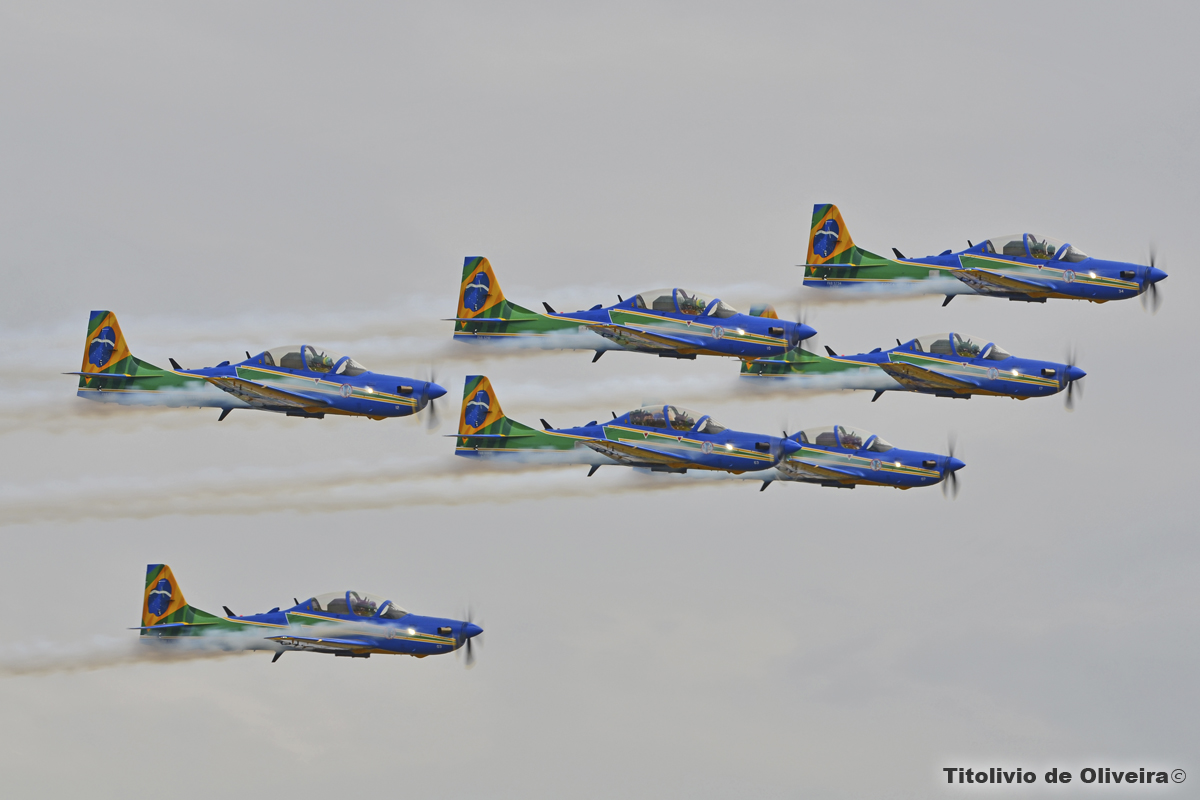
Проліт A-29 Super Tucano під час Air Sunday в Академії ВПС у Пірассунунга, 2014
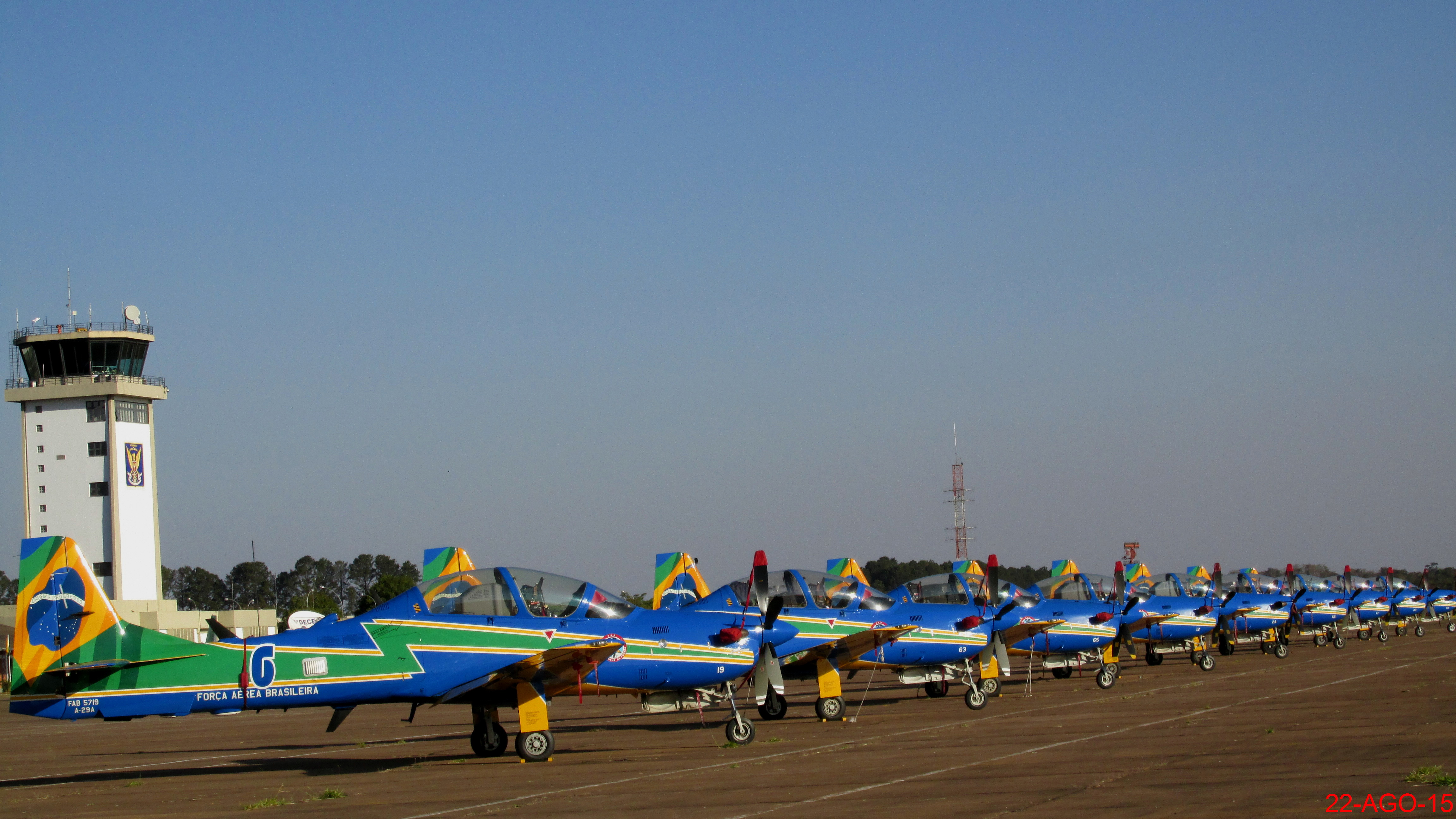
Стрій A-29 біля Академії, 2015